# Liste der Stolpersteine im Großraum Mailand

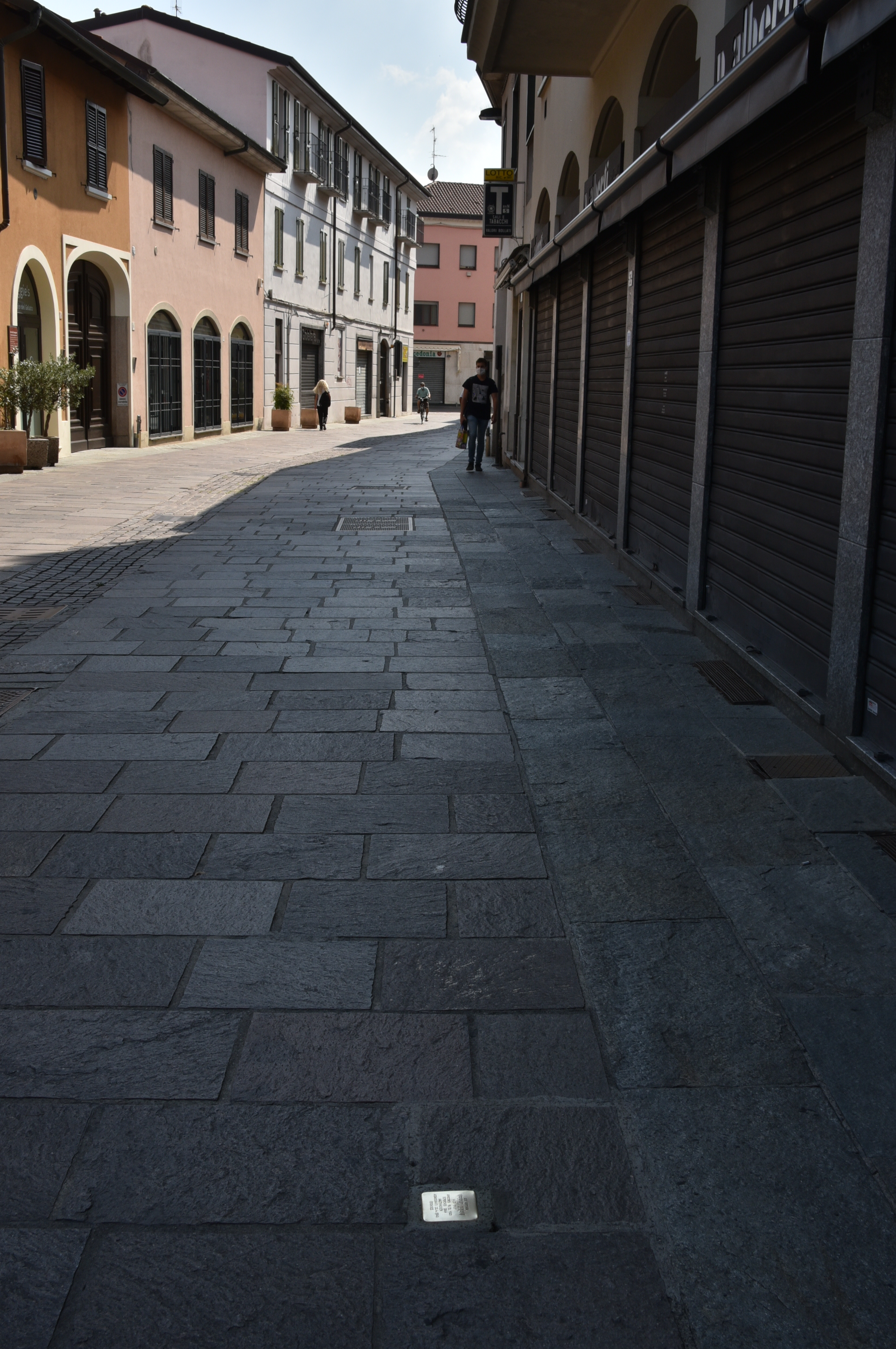
Stolperstein in Cernusco sul Naviglio

Die Liste der Stolpersteine im Großraum Mailand enthält die Stolpersteine (italienisch pietre d’inciampo) im Großraum Mailand in der Lombardei, die an das Schicksal der Menschen dieser Stadt erinnern, die von den Nationalsozialisten ermordet, deportiert, vertrieben oder in den Suizid getrieben wurden. Die Stolpersteine wurden von Gunter Demnig verlegt, in der Regel vor dem letzten selbstgewählten Wohnort des Opfers.
Die Stolpersteine in der Stadt Mailand finden sich in der Liste der Stolpersteine in Mailand.

## Verlegte Stolpersteine

### Cassano d’Adda
In Cassano d’Adda wurden neun Stolpersteine verlegt. Sie befinden sich alle in der Via Mazzini, 76.
| Stolperstein | Übersetzung                                                                                      | Name, Leben                         |
| ------------ | ------------------------------------------------------------------------------------------------ | ----------------------------------- |
|              | HIER WOHNTE IDA GINA CARMI GEBOREN 1880 VERHAFTET 17.11.1943 DEPORTIERT AUSCHWITZ ERMORDET       | Ida Gina Carmi (1880–1943/45)       |
|              | HIER WOHNTE GINA DELLA ROCCA GEBOREN 1889 VERHAFTET 17.11.1943 DEPORTIERT AUSCHWITZ ERMORDET     | Gina Della Rocca (1889–1943/45)     |
|              | HIER WOHNTE AUGUSTO LUISADA GEBOREN 1882 VERHAFTET 17.11.1943 DEPORTIERT AUSCHWITZ ERMORDET      | Augusto Luisada (1882–1943/45)      |
|              | HIER WOHNTE CLARA LUISADA GEBOREN 1911 VERHAFTET 17.11.1943 DEPORTIERT AUSCHWITZ ERMORDET        | Clara Luisada (1911–1943/45)        |
|              | HIER WOHNTE FRANCO DAVID LUISADA GEBOREN 1942 VERHAFTET 17.11.1943 DEPORTIERT AUSCHWITZ ERMORDET | Franco David Luisada (1942–1943/45) |
|              | HIER WOHNTE PIERO LUISADA GEBOREN 1913 VERHAFTET 17.11.1943 DEPORTIERT AUSCHWITZ ERMORDET        | Piero Luisada (1913–1943/45)        |
|              | HIER WOHNTE GIORGINA MORAIS GEBOREN 1922 VERHAFTET 17.11.1943 DEPORTIERT AUSCHWITZ ERMORDET      | Giorgina Morais (1922–1943/45)      |
|              | HIER WOHNTE LEONELLO MORAIS GEBOREN 1895 VERHAFTET 17.11.1943 DEPORTIERT AUSCHWITZ ERMORDET      | Leonello Morais (1895–1943/45)      |
|              | HIER WOHNTE GRECA NELLA FINZI GEBOREN 1898 VERHAFTET 17.11.1943 DEPORTIERT AUSCHWITZ ERMORDET    | Greca Nella Finzi (1898–1943/45)    |

### Cernusco sul Naviglio
In Cernusco sul Naviglio wurden zwei Stolpersteine an zwei Adressen verlegt.
| Stolperstein | Übersetzung | Verlegeort         | Name, Leben      |
| ------------ | --- | ------------------ | ---------------- |
|              | HIER WOHNTE VIRGINIO ORIANI GEBOREN 1927 VERHAFTET 18.12.1943 DEPORTIERT 1944 MAUTHAUSEN ERMORDET 22.4.1945 EBENSEE | Via Marcelline, 27 | Virginio Oriani  |
|              | HIER WOHNTE ROBERTO CAMERANI GEBOREN 1925 VERHAFTET 18.12.1943 DEPORTIERT 1944 MAUTHAUSEN-EBENSEE BEFREIT           | Via Cavour, 23     | Roberto Camerani |

### Cerro al Lambro
In Cerro al Lambro wurde ein Stolperstein verlegt.
| Stolperstein | Übersetzung                                                                               | Verlegeort                            | Name, Leben  |
| ------------ | ----------------------------------------------------------------------------------------- | ------------------------------------- | ------------ |
|              | HIER WOHNTE CARLO INZOLI GEBOREN 1892 VERHAFTET 23.11.1944 DEPORTIERT TOT 20.2.1945 KAHLA | Piazza Roma, Palazzo Cornaggia Medici | Carlo Inzoli |

### Cinisello Balsamo
In Cinisello Balsamo wurden drei Stolpersteine an drei Adressen verlegt.
| Stolperstein | Übersetzung | Verlegeort                     | Name, Leben        |
| ------------ | --- | ------------------------------ | ------------------ |
|              | HIER WOHNTE ATTILIO BARICHELLA GEBOREN 1909 VERHAFTET 27.3.1944 DEPORTIERT MAUTHAUSEN ERMORDET 2.10.1944 SCHLOSS HARTHEIM | Via Carmelita de Ponti 22      | Attilio Barichella |
|              | HIER WOHNTE ALDO BERETTA GEBOREN 1924 VERHAFTET 22.10.1944 DEPORTIERT MAUTHAUSEN ERMORDET 21.4.1945 GUSEN                 | Via Francesco Guicciardini, 15 | Aldo Beretta       |
|              | HIER WOHNTE „OLIVIERO“ LIMONTA GEBOREN 1923 VERHAFTET 13.3.1944 DEPORTIERT MAUTHAUSEN ERMORDET 24.8.1944 SCHLOSS HARTHEIM | Via Piave, 9                   | Oliviero Limonta   |

### Cologno Monzese
In Cologno Monzese wurde ein Stolperstein verlegt.
| Stolperstein | Übersetzung                                                                                                | Verlegeort                    | Name, Leben                |
| ------------ | --- | ----------------------------- | -------------------------- |
|              | HIER WOHNTE ANTONIO FANZEL GEBOREN 1908 VERHAFTET MÄRZ 1944 DEPORTIERT MAUTHAUSEN ERMORDET 20.8.1944 GUSEN | Via Fontanile/Piazza Castello | Antonio Fanzel (1908–1944) |

### Corbetta
In Corbetta wurde ein Stolperstein verlegt.
| Stolperstein | Übersetzung                                                                                               | Verlegeort                    | Name, Leben                 |
| ------------ | --- | ----------------------------- | --------------------------- |
|              | HIER WOHNTE MARCELLO PIANTA GEBOREN 1908 VERHAFTET 8.8.1944 DEPORTIERT DACHAU ERMORDET 26.3.1945 MÜHLDORF | Via Armando Diaz, 11 Corbetta | Marcello Pianta (1908–1945) |

### Cornaredo
In Cornaredo wurde ein Stolperstein verlegt.
| Stolperstein | Übersetzung                                                                                        | Verlegeort      | Name, Leben  |
| ------------ | -------------------------------------------------------------------------------------------------- | --------------- | ------------ |
|              | HIER WOHNTE MARIO GRASSI GEBOREN 1924 VERHAFTET 16.3.1944 DEPORTIERT MAUTHAUSEN ERMORDET 30.4.1945 | Via Magenta, 73 | Mario Grassi |

### Corsico
In Corsico wurde ein Stolperstein verlegt.
| Stolperstein | Übersetzung                                                                                        | Verlegeort          | Name, Leben             |
| ------------ | -------------------------------------------------------------------------------------------------- | ------------------- | ----------------------- |
|              | HIER WOHNTE LUIGI SALMA GEBOREN 1902 VERHAFTET 13.12.1943 DEPORTIERT MAUTHAUSEN ERMORDET 18.6.1944 | Via Luigi Salma, 13 | Luigi Salma (1902–1944) |

### Gessate
In Gessate wurden vier Stolpersteine an drei Adressen verlegt.
| Stolperstein | Übersetzung | Verlegeort       | Name, Leben                    |
| ------------ | --- | ---------------- | ------------------------------ |
|              | HIER WURDE GEBOREN UND HIER WOHNTE BRUNO BERTELLI GEBOREN 1914 VERHAFTET MÄRZ 1944 DEPORTIERT MAUTHAUSEN ERMORDET 30.4.1945 EBENSEE | Via Montello, 16 | Bruno Bertelli (1914–1945)     |
|              | HIER WOHNTE GIOVANNI BRAMBILLA GEBOREN 1915 INTERNIERT SEPT. 1943 STALAG IV B MAUTHAUSEN ERMORDET 13.1.1944 KÖNIGSWARTHA            | Via Padova, 17   | Giovanni Brambilla (1915–1944) |
|              | HIER WOHNTE MARCELLO CAVENAGHI GEBOREN 1921 INTERNIERT 9.8.1943 STALAG VICC ERMORDET 11.9.1944 FÜLLEN                               | Via Padova, 17   | Marcello Cavenaghi (1921–1944) |
|              | IN GESSATE GEBOREN WURDE GIULIO DOSSI GEBOREN 1916 INTERNIERT SEPT. 1943 WASUNGEN MAUTHAUSEN ERMORDET 13.4.1944                     | Piazza Municipio | Giulio Dossi (1916–1944)       |

### Legnano
In Legnano wurden sieben Stolpersteine an drei Adressen verlegt.
| Stolperstein | Übersetzung | Verlegeort                   | Name, Leben                     |
| ------------ | --- | ---------------------------- | ------------------------------- |
|              | HIER ARBEITETE RINO CASSANI JG. 1912 VERHAFTET 17.3.1944 DEPORTIERT MAUTHAUSEN ERMORDET 26.4.1945 GUSEN                      | Via XX Settembre, 32 Legnano | Rino Cassani (1912–1945)        |
|              | HIER ARBEITETE GIUSEPPE CIAMPINI JG. 1892 VERHAFTET 18.3.1944 DEPORTIERT MAUTHAUSEN ERMORDET 25.3.1945                       | Via Gaeta, 9 Legnano         | Giuseppe Ciampini (1892–1945)   |
|              | HIER ARBEITETE CARLO CIAPPARELLI JG. 1902 VERHAFTET 14.3.1944 DEPORTIERT MAUTHAUSEN ERMORDET 26.5.1945 GUSEN                 | Piazza Monumento Legnano     | Carlo Ciapparelli (1902–1945)   |
|              | HIER ARBEITETE PERICLE CIMA GEBOREN 1899 VERHAFTET 5.1.1944 DEPORTIERT MAUTHAUSEN ERMORDET 11.4.1945 STEYR                   | Piazza Monumento Legnano     | Pericle Cima (1899–1945)        |
|              | HIER ARBEITETE GIANNINO DE TOMASI JG. 1912 VERHAFTET 18.3.1944 DEPORTIERT MAUTHAUSEN ERMORDET 17.3.1945                      | Via Gaeta, 9 Legnano         | Giannino De Tomasi (1912–1945)  |
|              | HIER ARBEITETE ALBERTO GIULIANI GEBOREN 1910 VERHAFTET 5.1.1944 DEPORTIERT MAUTHAUSEN ERMORDET 6.2.1945                      | Piazza Monumento Legnano     | Alberto Giuliani (1910–1945)    |
|              | HIER ARBEITETE CARLO GRASSI GEBOREN 1902 VERHAFTET 5.1.1944 DEPORTIERT MAUTHAUSEN ERMORDET 14.2.1945 GUSEN                   | Piazza Monumento Legnano     | Carlo Grassi (1902–1945)        |
|              | HIER ARBEITETE FRANCESCO ORSINI GEBOREN 1882 VERHAFTET 5.1.1944 DEPORTIERT MAUTHAUSEN ERMORDET 5.10.1944 SCHLOSS HARTHEIM    | Piazza Monumento Legnano     | Francesco Orsini (1882–1944)    |
|              | HIER ARBEITETE MARIO POMINI JG. 1907 VERHAFTET 18.3.1944 DEPORTIERT MAUTHAUSEN ERMORDET 4.4.1945                             | Via XX Settembre, 32 Legnano | Mario Pomini (1907–1945)        |
|              | HIER ARBEITETE ANGELO SANTAMBROGIO GEBOREN 1913 VERHAFTET 5.1.1944 DEPORTIERT MAUTHAUSEN ERMORDET 19.9.1944 SCHLOSS HARTHEIM | Piazza Monumento Legnano     | Angelo Santambrogio (1913–1944) |
|              | HIER ARBEITETE ERNESTO VENEGONI GEBOREN 1899 VERHAFTET 5.1.1944 DEPORTIERT MAUTHAUSEN ERMORDET 26.3.1944 LINZ III            | Piazza Monumento Legnano     | Ernesto Venegoni (1910–1944)    |
|              | HIER ARBEITETE ANTONIO VITALI GEBOREN 1899 VERHAFTET 5.1.1944 DEPORTIERT MAUTHAUSEN ERMORDET 9.3.1944 GUSEN                  | Piazza Monumento Legnano     | Antonio Vitali (1899–1945)      |

### Rho
In Rho wurden neun Stolpersteine an sieben Adressen verlegt.
| Stolperstein | Übersetzung | Verlegeort                      | Name, Leben                    |
| ------------ | --- | ------------------------------- | ------------------------------ |
|              | HIER WOHNTE GIOVANNI BARLOCCHI GEBOREN 1881 DEPORTIERT 1944 NATZWEILER ERMORDET 15.4.1944                                | Via Giacomo Matteotti, 4 Rho    | Giovanni Barlocchi (1881–1944) |
|              | HIER WOHNTE GAETANO BELLINZONI GEBOREN 1901 VERHAFTET 29.5.1944 DEPORTIERT FLOSSENBÜRG ERMORDET 23.12.1944               | Via Giacomo Matteotti, 18 Rho   | Gaetano Bellinzoni (1901–1944) |
|              | HIER WOHNTE GIUSEPPE CECCHETTI GEBOREN 1921 DEPORTIERT 1943 STALAG XX-A TORUŃ STALAG VIII-B HINDENBURG ERMORDET 6.3.1944 | Via Molino Prepositurale 80 Rho | Giuseppe Cecchetti (1921–1944) |
|              | HIER WOHNTE AMBROGIO FARINA JG. 1901 VERHAFTET 29.5.1944 DEPORTIERT 1944 BUCHENWALD ERMORDET 23.12.1944                  | Via Guglielmo Marconi, 3 Rho    | Ambrogio Farina (1901–1944)    |
|              | HIER WOHNTE CARLO MARTINI GEBOREN 1913 DEPORTIERT 1943 DACHAU ERMORDET 13.4.1945                                         | Via Porta Ronca, 2 Rho          | Carlo Martini (1913–1945)      |
|              | HIER WOHNTE MARIO MARTINI GEBOREN 1917 DEPORTIERT 1943 DACHAU ERMORDET                                                   | Via Porta Ronca, 2 Rho          | Mario Martini (1917–1943/45)   |
|              | HIER WOHNTE PIETRO MELONI GEBOREN 1906 VERHAFTET 27.7.1944 DEPORTIERT 1944 FLOSSENBÜRG ERMORDET 7.1.1945 HERSBRUCK       | Via Don Tazzoli 2 Rho           | Pietro Meloni (1906–1945)      |
|              | HIER WOHNTE ANGELO MORONI GEBOREN 1901 DEPORTIERT 1944 DACHAU ERMORDET 6.3.1945                                          | Via San Carlo Borromeo, 8 Rho   | Angelo Moroni (1901–1945)      |
|              | HIER WOHNTE MARIO QUARONI GEBOREN 1921 VERHAFTET 1945 DEPORTIERT MAUTHAUSEN ERMORDET 19.4.1945 GUSEN                     | Via San Carlo Borromeo, 8 Rho   | Mario Quaroni (1921–1945)      |

### Sesto San Giovanni
In Sesto San Giovanni wurden elf Stolpersteine an zehn Adressen verlegt.
| Stolperstein | Übersetzung | Verlegeort                                   | Name, Leben                     |
| ------------ | --- | -------------------------------------------- | ------------------------------- |
|              | HIER WOHNTE FRANCESCO ARRICIATI GEBOREN 1913 VERHAFTET 14.3.1944 DEPORTIERT MAUTHAUSEN ERMORDET 25.7.1944 LINZ                                   | Piazza IV novembre, 9                        | Francesco Arriciati (1913–1944) |
|              | HIER WOHNTE LIBORIO BALDANZA GEBOREN 1899 VERHAFTET AUS POLITISCHEN GRÜNDEN 14.3.1944 DEPORTIERT MAUTHAUSEN, GUSEN ERMORDET 3.4.1945 HINTERBRÜHL | Viale Marelli, 132                           | Liborio Baldanza (1899–1945)    |
|              | HIER WOHNTE ANGELO BARBIERI GEBOREN 1907 VERHAFTET 14.3.1944 DEPORTIERT MAUTHAUSEN ERMORDET 7.3.1945 GUSEN                                       | Via Filzi, 7                                 | Angelo Barbieri (1907–1945)     |
|              | HIER WOHNTE STEFANO BELLI GEBOREN 1911 VERHAFTET 28.3.1944 DEPORTIERT MAUTHAUSEN ERMORDET 5.5.1945 GUSEN                                         | Viale Italia, 780 Sesto San Giovanni         | Stefano Belli (1911–1945)       |
|              | HIER WOHNTE ANGELO BIFFI GEBOREN 1909 VERHAFTET 28.3.1944 DEPORTIERT MAUTHAUSEN ERMORDET 15.4.1945 GUSEN                                         | Via Dante Alighieri, 171 Sesto San Giovanni  | Angelo Biffi (1909–1945)        |
|              | HIER WOHNTE CELESTE BOLOGNESI GEBOREN 1884 VERHAFTET 14.3.1944 DEPORTIERT MAUTHAUSEN ERMORDET 16.5.1945 MAUTHAUSEN                               | Via Breda, 20                                | Celeste Bolognesi (1884–1945)   |
|              | HIER WOHNTE PRIMO BULGARELLI GEBOREN 1900 VERHAFTET 1.3.1944 DEPORTIERT MAUTHAUSEN ERMORDET 22.4.1945 GUSEN                                      | Via Fiume 48                                 | Primo Bulgarelli (1900–1945)    |
|              | HIER WOHNTE ALBERTO BUOSO GEBOREN 1895 VERHAFTET 28.3.1944 DEPORTIERT MAUTHAUSEN ERMORDET 1.4.1945                                               | Via M. S. Michele 149                        | Alberto Buoso (1895–1945)       |
|              | HIER WOHNTE NATALE CANDUCCI GEBOREN 1897 VERHAFTET 6.12.1943 DEPORTIERT MAUTHAUSEN ERMORDET 8.10.1944 WIEN-FLORIDSDORF                           | Via Canducci 5                               | Natale Canducci (1897–1944)     |
|              | HIER WOHNTE FRANCESCO CAPELLINI GEBOREN 1904 VERHAFTET 13.4.1944 DEPORTIERT MAUTHAUSEN ERMORDET 21.9.1944 HARTHEIM                               | Via Monte San Michele, 37 Sesto San Giovanni | Francesco Capellini (1904–1944) |
|              | HIER WOHNTE RAFFAELE CARDELLINI GEBOREN 1898 VERHAFTET 4.3.1944 DEPORTIERT MAUTHAUSEN ERMORDET 15.11.1944 GUSEN                                  | Via Giovanna d’Arco 17                       | Raffaele Cardellini (1898–1944) |
|              | | Via Monte San Michele, 163                   | Renato Cardesi                  |
|              | | Via Tonale, 15                               | Giovanni Cassani                |
|              | HIER WOHNTE EMPIDONIO CHENDI GEBOREN 1903 VERHAFTET AUS POLITISCHEN GRÜNDEN 20.1.1944 DEPORTIERT MAUTHAUSEN ERMORDET 23.1.1945 GUSEN             | Via Breda, 20                                | Empidonio Chendi (1903–1945)    |
|              | | Via Oslavia, 20                              | Gerolamo Colombo                |
|              | | Via Monte San Michele, 7                     | Vincenzo Croci (1913–1945)      |
|              | | Via Monte Sabotino, 52                       | Giovanni De Marco               |
|              | HIER WOHNTE ALESSANDRO DONADONI GEBOREN 1913 VERHAFTET 14.3.1944 DEPORTIERT MAUTHAUSEN ERMORDET 7.7.1944 GUSEN                                   | Via Garibaldi 65                             | Alessandro Donadoni (1913–1944) |
|              | | Via Sagrado, 15                              | Silvio Ferri (1913–1945)        |
|              | | Via Breda, 40                                | Severino Fratus                 |
|              | HIER WOHNTE LISIMACO GENERALI GEBOREN 1888 VERHAFTET AUS POLITISCHEN GRÜNDEN 7.3.1944 DEPORTIERT MAUTHAUSEN ERMORDET 7.1.1945 GUSEN              | Via Bergomi, 8                               | Lisimaco Generali (1888–1945)   |
|              | HIER WOHNTE ALDO GUERRA GEBOREN 1912 VERHAFTET 1.3.1944 DEPORTIERT MAUTHAUSEN ERMORDET 22.3.1945 GUSEN                                           | Viale Gramsci 104                            | Aldo Guerra (1912–1945)         |
|              | HIER WOHNTE FELICE LACERRA GEBOREN 1927 VERHAFTET 11.2.1944 INTERNIERT FOSSOLU ERMORDET 12.7.1944 CIBENO DI CARPI                                | Via Rovani, 297                              | Felice Lacerra (1927–1944)      |
|              | HIER WOHNTE MICHELE LEVRINO GEBOREN 1880 VERHAFTET 5.3.1944 INTERNIERT FOSSOLI ERMORDET 12.7.1944 CIBENO DI CARPI                                | Via Bernardino Luini, 203                    | Michele Levrino (1880–1944)     |
|              | HIER WOHNTE CESARE LORENZI GEBOREN 1903 VERHAFTET 4.3.1944 DEPORTIERT MAUTHAUSEN UMGEKOMMEN 22.5.1945                                            | Viale Italia, 616 Sesto San Giovanni         | Cesare Lorenzi (1903–1945)      |
|              | | Via Tolmino, 75                              | Marcello Lorenzini              |
|              | HIER WOHNTE ETTORE MERATI GEBOREN 1912 VERHAFTET 4.3.1944 DEPORTIERT MAUTHAUSEN ERMORDET 22.4.1945 GUSEN                                         | Via Cattaneo, 9 Sesto San Giovanni           | Ettore Merati (1912–1945)       |
|              | HIER WOHNTE GIUSEPPE MERATI GEBOREN 1885 VERHAFTET 4.3.1944 DEPORTIERT MAUTHAUSEN ERMORDET 16.12.1944 HARTHEIM                                   | Via Cattaneo, 9 Sesto San Giovanni           | Giuseppe Merati (1885–1944)     |
|              | | Via Falck, 40                                | Pietro Mercante                 |
|              | HIER WOHNTE LUCIANO MORGANTI GEBOREN 1897 VERHAFTET 3.3.1944 DEPORTIERT MAUTHAUSEN ERMORDET 15.2.1944 [SIC!] EBENSEE                             | Via G.Pascoli, 13                            | Luciano Morganti (1897–1944)    |
|              | | Via XXIV maggio, 102                         | Silvio Mosca                    |
|              | HIER WOHNTE ETTORE PAESANI GEBOREN 1922 VERHAFTET AUS POLITISCHEN GRÜNDEN 14.3.1944 DEPORTIERT MAUTHAUSEN ERMORDET 3.11.1944 GUSEN               | Via Bergomi, 8                               | Ettore Paesani (1922–1944)      |
|              | | Via Alessandro Volta, 37                     | Filippo Luigi Penati            |
|              | | Via Verdi, 38                                | Mario Panna                     |
|              | HIER WOHNTE ELISEO PICARDI GEBOREN 1920 VERHAFTET 16.11.1943 DEPORTIERT MAUTHAUSEN ERMORDET 29.3.1945 EBENSEE                                    | Via Cristoforo Colombo, 39                   | Eliseo Picardi (1920–1945)      |
|              | | Via Garibaldi, 39                            | Pietro Egidio Piccoli           |
|              | HIER WOHNTE MARIO PIRACCINI GEBOREN 1903 VERHAFTET 6.12.1943 DEPORTIERT MAUTHAUSEN ERMORDET 26.11.1944 GUSEN                                     | Via Cesare Battisti, 29                      | Mario Piraccini (1903–1944)     |
|              | HIER WOHNTE ORIADE PREVIATI GEBOREN 1900 VERHAFTET 14.3.1944 DEPORTIERT MAUTHAUSEN ERMORDET 3.2.1945 GUSEN                                       | Via Rovani, 311 Sesto San Giovanni           | Oriade Previati (1900–1944)     |
|              | | Via Dante, 30                                | Giovanni Santambrogio           |
|              | HIER WOHNTE SEVERINO SINGIA GEBOREN 1917 VERHAFTET 7.3.1944 DEPORTIERT MAUTHAUSEN ERMORDET 19.1.1945 GUSEN                                       | Via Toti, 62                                 | Severino Singia (1917–1945)     |
|              | HIER WOHNTE GUGLIELMO SISTIERI GEBOREN 1912 VERHAFTET 28.3.1944 DEPORTIERT MAUTHAUSEN ERMORDET 29.3.1945                                         | Piazza Armando Diaz, 14 Sesto San Giovanni   | Guglielmo Sistieri (1912–1945)  |
|              | | Via Firenze, 13                              | Giovanni Tamagni                |
|              | HIER WOHNTE LUIGI TANSINI GEBOREN 1888 VERHAFTET 13.3.1944 DEPORTIERT MAUTHAUSEN ERMORDET 28.12.1944 GUSEN                                       | Via Bergomi, 8                               | Luigi Tansini (1888–1944)       |
|              | HIER WOHNTE PRIMO TORTIROLI GEBOREN 1902 VERHAFTET 10.9.1943 DEPORTIERT MAUTHAUSEN ERMORDET 19.4.1945 GUSEN                                      | Via Monfalcone, 4 Sesto San Giovanni         | Primo Tortiroli (1902–1945)     |
|              | HIER WOHNTE GIUSEPPE VALENARI GEBOREN 1897 VERHAFTET 14.3.1944 DEPORTIERT MAUTHAUSEN ERMORDET 15.11.1944 GUSEN                                   | Via Como, 13 Sesto San Giovanni              | Giuseppe Valenari (1897–1944)   |
|              | HIER WOHNTE GUIDO VALOTA GEBOREN 1905 VERHAFTET 13.4.1944 DEPORTIERT MAUTHAUSEN ERMORDET 5.4.1945 STEYR                                          | Via Cattaneo, 38 Sesto San Giovanni          | Guido Valota (1905–1945)        |
|              | HIER WOHNTE ANGELO VILLA GEBOREN 1913 VERHAFTET 13.10.1944 DEPORTIERT MAUTHAUSEN ERMORDET 17.5.1944 GUSEN                                        | Via Giovanna d'Arco, 54                      | Angelo Villa (1913–1945)        |
|              | | Via Monte Sabotino, 24                       | Diego Zanello                   |

## Verlegedaten
- 16. Januar 2020: Cinisello Balsamo
- 18. Januar 2020: Cernusco sul Naviglio
- 26. Januar 2020: Cerro al Lambro
- 2. Februar 2021: Rho[14]
- 6. Februar 2021: Cornaredo[15] (in COVID-19-bedingter Abwesenheit des Künstlers)[16]
- 25. April 2021: Cologno Monzese[17]
- 10. Januar 2022: Legnano[18]
- 27. Januar 2022: Cassano d'Adda[19], Rho (Via Don Tazzoli 2, Via Molino Prepositurale 80)
- 16. Januar 2023: Sesto San Giovanni[20]
- 21. April 2023: Corsico
- 23. April 2023: Corbetta[21]
- 25. April 2023: Gessate